# ベス・ベアーズ
ベス・ベアーズ（Beth Behrs, 1985年12月26日 - ）は、アメリカ合衆国の女優。

## 生い立ち
大学の学長デビッド・ベアーズと第一学年の先生モーリーン・ベアーズの長女としてペンシルベニア州ランカスターで生まれる。6歳年下の妹がいる。1989年にバージニア州リンチバーグに移って育つ。4歳の頃から劇場で演じ始め、育っていくなかでサッカーをしていた。彼女はE.C.グラス高校の生徒だった。
15歳の頃、ベアーズはサンフランシスコ・ベイエリアにあるカリフォルニア州マリン郡へと家族と一緒に移り住む。2001年にタマルパイス高校に通い始めた彼女は学校から高い評価を受けてドラマプログラムに受け入れられる。ベアーズはサンフランシスコにあるアメリカン・コンサーヴァトーリ・シアターで学び、ミュージカル『Dangling Conversations: The Music of Simon and Garfunkel』、ふたつの劇『Korczak’s Children』ならびに『A Bright Room Called Day』でそれぞれ演じている。彼女は歌手としてクラシカルな訓練を受ける。ベアーズはUCLA スクール・オブ・シアター、フィルム・アンド・テレビジョンで演技を学ぶため2004年にカリフォルニア州ロサンゼルスに移る。サンフランシスコにあるレイ・オブ・ライトシアターにてミュージカル『Grease』でサンディ・ドムブロワスキ役を演じ、そして2006年度のミス・マリン郡に指名される。ベアーズは大学4年生だった頃から役柄を得るためオーディションを受け始め、2008年に批判研究で学位を取得して卒業する。卒業後にヤングミュージシャン財団からボーカル奨学金を授与される。

## キャリア
バンクーバーで2009年3月から7週間にわたって撮影したティーンコメディ『アメリカン・パイ in ハレンチ教科書』で初の映画出演を果たす。『アメリカンパイ』シリーズの第7弾目となった映画は2009年12月22日にオリジナルビデオとしてリリースされた。ベアーズはテレビパーソナリティーであるマリア・メノウによって製作された不器用な連続殺人犯の集団について描かれたコメディインディペンデント映画『Adventures of Serial Buddies』に出演する。また、同映画にはクリストファー・ロイド、キャシー・リー・ギフォード、アーティ・ランゲも出演している。2010年後半にペンシルバニア州チェンバーズバーグでインディペンデントフィーチャ『Route 30, Too!』を撮影、エイリアンの少女を演ずる。ベアーズは、ふたつのテレビシリーズである『NCIS:LA 〜極秘潜入捜査班』とABCの『キャッスル 〜ミステリー作家は事件がお好き』にそれぞれゲスト出演する。2011年、彼女はCBSのシットコム『NYボンビー・ガール』のオーディションを受けていたころ、ウエストウッドにあるゲフィンプレイハウスで働いていた。7回目のオーディションを経て主演な役柄を獲る。ベアーズが演じるキャロライン・チャニング役はマンハッタンアッパー・イースト・サイドの金持ちの女子相続人だったが、父親が金融不正行為で逮捕されたため、ブルックリンのウィリアムズバーグにあるダイナーでウェイトレスになることを強制される。ベアーズのキャラクターはベンチャービジネスを立ち上げようと皮肉屋なウェイトレスであるマックス役（カット・デニングス）とタッグを組む。テレビドラマはコメディアンのウィットニー・カミングス、『セックス・アンド・ザ・シティ』のプロデューサーのマイケル・パトリック・キングが製作した。CBSはテレビドラマのシーズン2・3をリニューアルした。2013年、ベアーズはファッションスタイリストのブラッド・ゴレスキー出演のリアリティテレビ番組『It's a Brad, Brad World』に登場する 。カントリーミュージックグループのレディ・アンテベラムの楽曲「Downtown」のミュージックビデオで歌手ヒラリー・スコットの友人を演じた。また、ベアーズは2013年のアカデミー・オブ・カントリー・ミュージック賞でプレゼンターを務める。ピクサーアニメーション映画『モンスターズ・ユニバーシティ』に女子学生社交クラブの女の子キャリー・ウィリアムズとして声の出演をする。映画は2001年の『モンスターズ・インク』の続編で、2013年6月21日に公開された。

## 私生活
2012年時点で、俳優マイケル・グラディスと交際。2人は一緒にウェブサイト「Funny or Die」の「The Argument」に登場した。

## 出演作品
| 年   | 作品名                                                                     | 役名                   | 備考                 |
| ---- | -------------------------------------------------------------------------- | ---------------------- | -------------------- |
| 2009 | アメリカン・パイ in ハレンチ教科書 American Pie Presents: The Book of Love | Heidi                  | オリジナルビデオ     |
| 2011 | Adventures of Serial Buddies                                               | Brittany               |                      |
| 2012 | Route 30, Too!                                                             | Alien girl             |                      |
| 2013 | モンスターズ・ユニバーシティ Monsters University                           | キャリー・ウィリアムス | 声の出演             |
| TBA  | Chasing Eagle Rock                                                         | Deborah                | ポストプロダクション |

| 年     | 作品名                                           | 役名                     | 備考                                                                                     |
| ------ | ------------------------------------------------ | ------------------------ | ---------------------------------------------------------------------------------------- |
| 2010   | NCIS:LA 〜極秘潜入捜査班 NCIS: Los Angeles       | 聖歌隊員                 | 計1話                                                                                    |
| 2011   | キャッスル 〜ミステリー作家は事件がお好き Castle | Ginger                   | 計1話                                                                                    |
| 2011   | Pretty Tough                                     | Regen                    | Hulu シリーズ                                                                            |
| 2011 – | NYボンビー・ガール 2 Broke Girls                 | キャロライン・チャニング | メインキャスト ティーン・チョイス・アワードテレビブレイクアウトスター: 女性 — ノミネート |